# Döbling
Döbling es el decimonoveno distrito de Viena. Está situado en el noroeste de la ciudad, en el margen de los Bosques de Viena (en alemán: Wienerwald). El distrito se formó en 1892 a partir de los antiguos suburbios vieneses de Unterdöbling, Oberdöbling, Grinzing, Heiligenstadt, Nussdorf, Josefsdorf, Sievering y Kahlenbergerdorf. En 1938 el distrito se amplió para incluir Neustift am Walde y Salmannsdorf, que anteriormente pertenecían al distrito de Währing. Desde entonces, una pequeña parte de Pötzleinsdorf pertenece también a Döbling, conocido coloquialmente como Glanzing. Hoy en día, Döbling, con sus villas del Wienerwald similares a las de Währing y Hietzing, se considera un distrito noble y cuenta con una importante viticultura. Sin embargo, gracias a los numerosos edificios municipales como el Karl-Marx-Hof o las urbanizaciones de cooperativas, la estructura de la población está más equilibrada de lo que se suele suponer.

## Geografía

### Ubicación

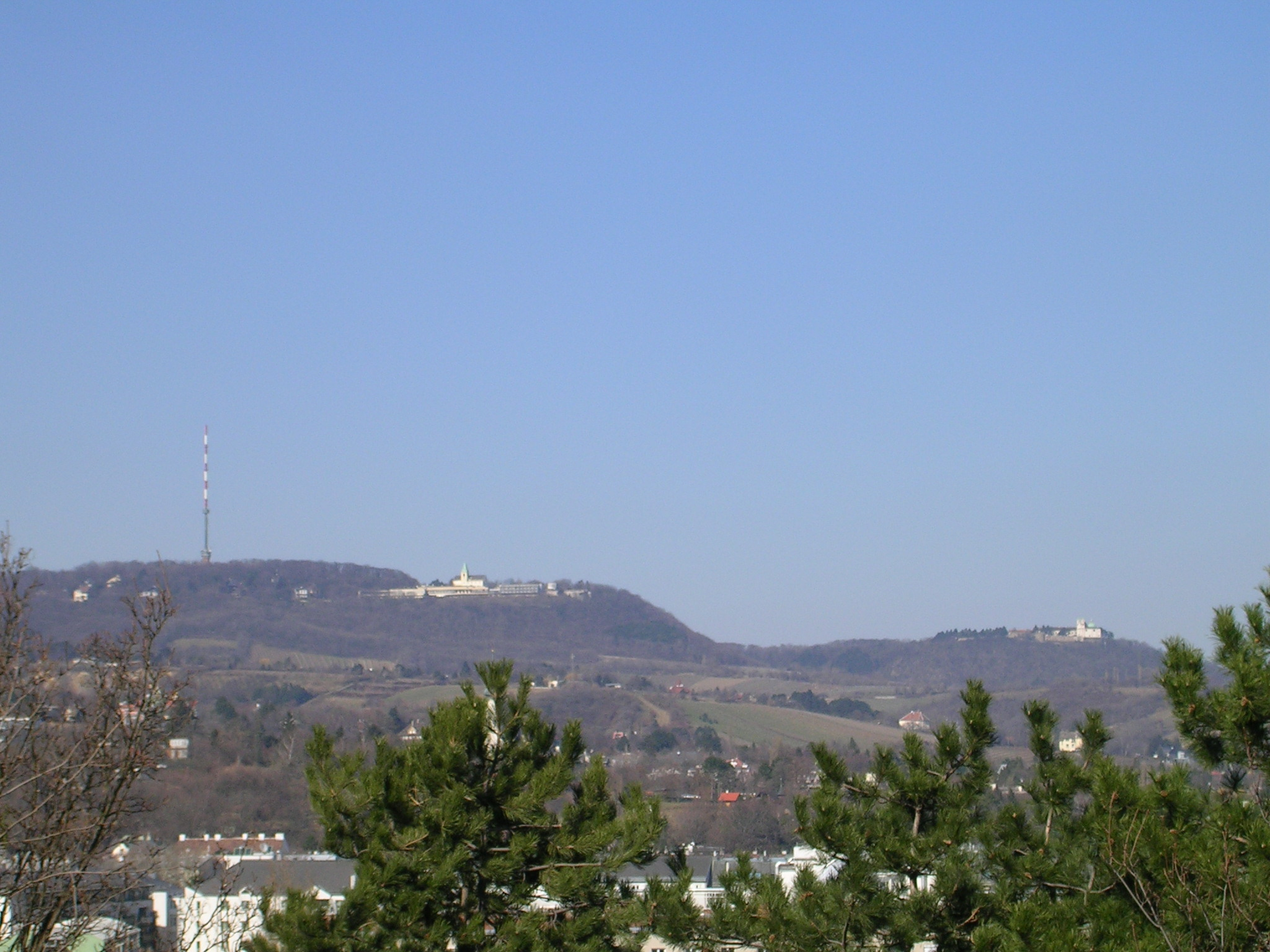
Montañas Kahlenberg (izquierda) y Leopoldsberg (derecha)

Döbling está situado en el noroeste de Viena y comprende la ladera de los Bosques de Viena hasta el Danubio y el Canal del Danubio, que bordean el distrito por el este. El Danubio forma la frontera entre Döbling y el distrito de Floridsdorf, el Canal del Danubio con el distrito de Brigittenau. En el puente del Gürtel sobre el canal del Danubio, el límite del distrito se bifurca finalmente y separa Döbling en el sur a lo largo del Gürtel del distrito de Alsergrund. En la calle Schrottenbachgasse, el límite del distrito se desvía finalmente hacia el noroeste y separa Döbling del distrito de Währing a lo largo de la línea Währinger Park-Hasenauerstraße-Peter Jordan Straße-Starkfriedgasse-Sommerhaidenweg. La frontera con el distrito de Hernals es corta y conecta directamente con el norte.

### Uso del suelo
El 32,6 % (en comparación con el 33,3 % de toda la ciudad de Viena) de la superficie del distrito de Döbling es terreno edificable. El 85,2 % de esta superficie es residencial, mientras que la proporción de áreas de edificios comerciales es muy baja, con un 2,2 % de la superficie del distrito (Viena 7,6 %). Con una cuota de espacios verdes del 51,8 % (Viena 48,3 %), Döbling es el quinto distrito más verde de Viena. Las tierras agrícolas representan el 14,9 % de la superficie del distrito, siendo la viticultura la más importante en los alrededores de Grinzing, Nussdorf, Sievering, Neustift am Walde y Salmannsdorf. Otro 25,4 % del distrito está arbolado, además de un 5,3 % de praderas, un 2,7 % de huertos, un 2,5 % de parques y un 0,9 % de zonas deportivas y de ocio. El 11,0 % restante del distrito se utiliza para el transporte y el 4,6 % para el agua, por lo que el porcentaje del agua es mayor en relación con toda la ciudad de Viena, y el del transporte es menor.

### Montañas

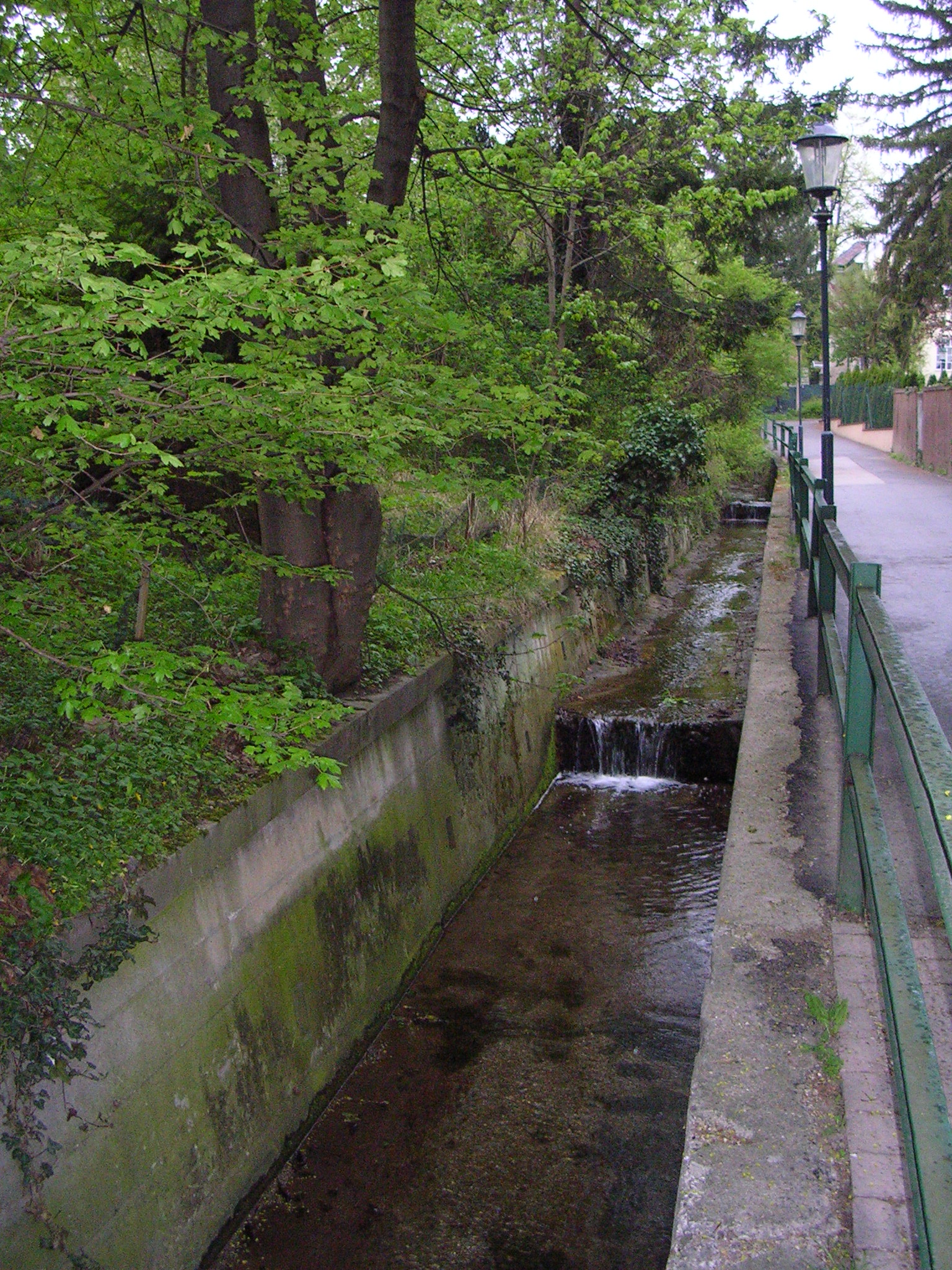
Arroyo Schreiberbach antes de Nussdorf

Debido a la gran proporción de Bosques de Viena, en Döbling hay numerosos montes locales cubiertos de bosques caducifolios. Se encuentran en la frontera con Baja Austria y los distritos vecinos. El pico más alto es el Hermannskogel (542 m), pero el Kahlenberg (484 m) y el vecino Leopoldsberg (427 m) se convirtieron en el emblema de Döbling. Otros montes de esta zona son Reisenberg, Latisberg, Vogelsangberg, Handleinsberg, Dreimarkstein y Nussberg. Además, hay elevaciones parcialmente edificadas en Döbling, como la Hohe Warte en Heiligenstadt, el Hungerberg en Grinzing y el Hackenberg en Sievering.

### Arroyos
En este distrito nacen numerosos arroyos pero la mayoría de ellos están ahora asfaltados o canalizados. Originalmente, a excepción del Waldbach, todos desembocaban en el Canal del Danubio. Dado que las zonas de captación de los mismos se encuentran en la zona de arenisca de los Bosques de Viena, estos pueden y podrían aumentar hasta muchas veces su volumen normal de agua. De hecho ya ha habido repetidamente inundaciones destructivas, especialmente a lo largo del Krottenbach. Éste era el arroyo más importante de Döbling y se funciona casi en su totalidad como un canal. En la zona situada detrás de la escuela federal Billrothstraße, pasa el Arbesbach (Erbsenbach) que pasa bajo tierra a través de Sievering y que hoy en día sigue abierto en su tramo superior hasta Obersievering. El Nesselbach sigue abierto hasta Krapfenwaldl antes de unirse al de Reisenbergbach en Grinzing. El Reisenbergbach permanece abierto hasta poco antes del centro de Grinzing. Casi completamente abiertos están el Schreiberbach hasta Nussdorf y el Waldbach hasta cerca de Kahlenbergerdorf. El Döblinger Bach, en cambio, ha desaparecido completamente por desvío. Originalmente nacía en el Cottage y desembocaba en el Canal del Danubio en Spittelau.

### Partes del distrito
Döbling se formó a partir de varios municipios anteriormente independientes. Estos son:
- Grinzing
- Heiligenstadt
- Josefsdorf
- Kahlenbergerdorf
- Neustift am Walde
- Nussdorf
- Oberdöbling
- Salmannsdorf
- Sievering
- Unterdöbling

## Escudo

Escudo del distrito de Döbling

El escudo de Döbling representa los nueve antiguos escudos de los municipios independientes que se incorporaron a Viena en 1892.
- Escudo central: Oberdöbling . El racimo de uvas doradas sobre un fondo azul simboliza la viticultura que allí se practica.
- Arriba a la izquierda ( heráldico: arriba a la derecha): Heiligenstadt . El Arcángel Miguel, representado sobre un fondo plateado, con un dragón verde, es el patrón de la iglesia de Heiligenstadt.
- Arriba centro: Unterdöbling . Santiago es el patrón de la iglesia parroquial de Heiligenstadt, a la que pertenecía Unterdöbling.
- Arriba a la derecha (heráldico: arriba a la izquierda): Nussdorf, simbolizado por un tronco de árbol dorado con tres nueces doradas.
- Centro izquierda (heráldico: centro derecha): Salmannsdorf . El mártir Sebastián es el santo patrón de la capilla de Salmannsdorf.
- Centro derecho (heráldico: centro izquierdo): Neustift am Walde . San Roque es el patrón de la iglesia parroquial de Neustift.
- Abajo a la izquierda (heráldico: abajo a la derecha): Sievering . San Severino es el patrón de la iglesia parroquial de Sievering.
- Centro inferior: Kahlenbergerdorf . San Jorge matando al dragón es el patrón de la iglesia de Kahlenbergdorf.
- Abajo a la derecha (heráldico: abajo a la izquierda): Grinzing . El hombre del racimo de uvas simboliza la viticultura que se practica en el pueblo.

En el escudo no está representado Josefsdorf, que en el momento de su incorporación a Viena no era independiente, sino parte de Kahlenbergerdorf.

## Historia

### Etimología
Döbling se menciona por primera vez en un documento de 1114 como de Teopilic. El nombre deriva del eslavo topl'ika ("agua pantanosa" o "lugar pantanoso"). El nombre de Döbling hace referencia a la ubicación en el arroyo Krottenbach, mientras que otra posible interpretación deriva del eslavo antiguo toplica ("arroyo cálido"). Las grafías posteriores del topónimo fueron, por ejemplo, Toblich, Töbling y Tepling. Cuando se formó el distrito en 1890/92, se adoptó el nombre del municipio más grande, Oberdöbling, para todo el distrito.

### Döbling en la antigüedad

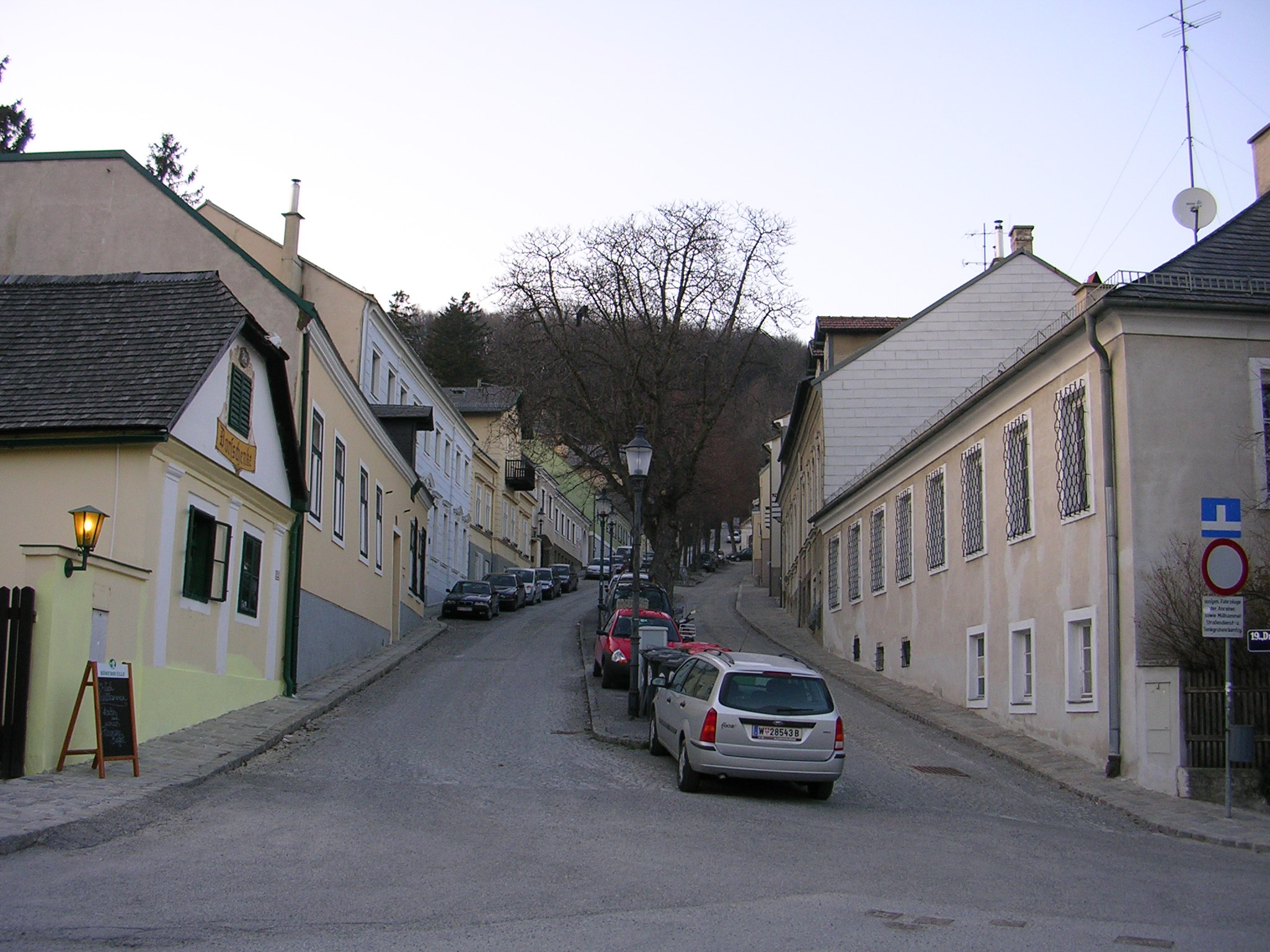
Dreimarksteingasse, centro de Salmannsdorf

El distrito de Döbling ya estaba poblado hace unos 5.000 años, por lo que la zona de Döbling-Nussdorf-Heiligenstadt, junto con la zona de Simmering-Landstraße, representa probablemente la zona de asentamiento más antigua de la región de Viena. Se sabe que existía un pueblo fortificado con una torre de defensa en el Leopoldsberg, donde se reunían los habitantes de los pueblos de alrededor en caso de peligro. Poco se sabe de los habitantes de aquella época; los estudiosos los describen como portadores de la cultura danubiana, pero no eran indoeuropeos. No penetraron en la zona de Viena hasta mil años después, y la población residente se mezcló con los celtas. El paso de los romanos en la actual zona de Döbling está atestiguado por varios hallazgos. Por ejemplo, en Heiligenstadt había una torre de defensa del limes, en Sievering se encontró un mitreo y las excavaciones en la iglesia de Heiligenstadt aportan pruebas de un cementerio romano. En Sievering había una gran cantera con un gran asentamiento de trabajadores en la época romana. Otra fuente de ingresos para la población era la viticultura, que probablemente ya se practicaba antes de los romanos. Por lo demás, la gente practicaba la agricultura para sus propias necesidades.

### Döbling en la Edad Media
Tras la marcha de los romanos, el desarrollo posterior de los pueblos de la zona es oscuro; las primeras menciones de pueblos se remontan al siglo XII. Poco a poco surgieron en el territorio del distrito los municipios posteriores de Unterdöbling, Oberdöbling, Heiligenstadt, Nussdorf, Sievering, Kahlenbergerdorf, Josefsdorf, Salmannsdorf y Neustift am Walde. Además, en ocasiones existieron otros asentamientos en el territorio del distrito. Así, en el siglo XIII existía un pueblo llamado Chlaitzing (Glanzing) en la ladera suroeste del Hackenberg, del que sólo se mencionan viñedos en 1330, pero no más casas. A lo largo de la Hackhofergasse había de nuevo un pequeño pueblo de una sola calle llamado Altes Urfar. Por último, a partir de 1200 existió el pueblo de Kogelbrunn en Hermannskogel, que se menciona por última vez en 1417.

### El área de Döbling en tiempos modernos

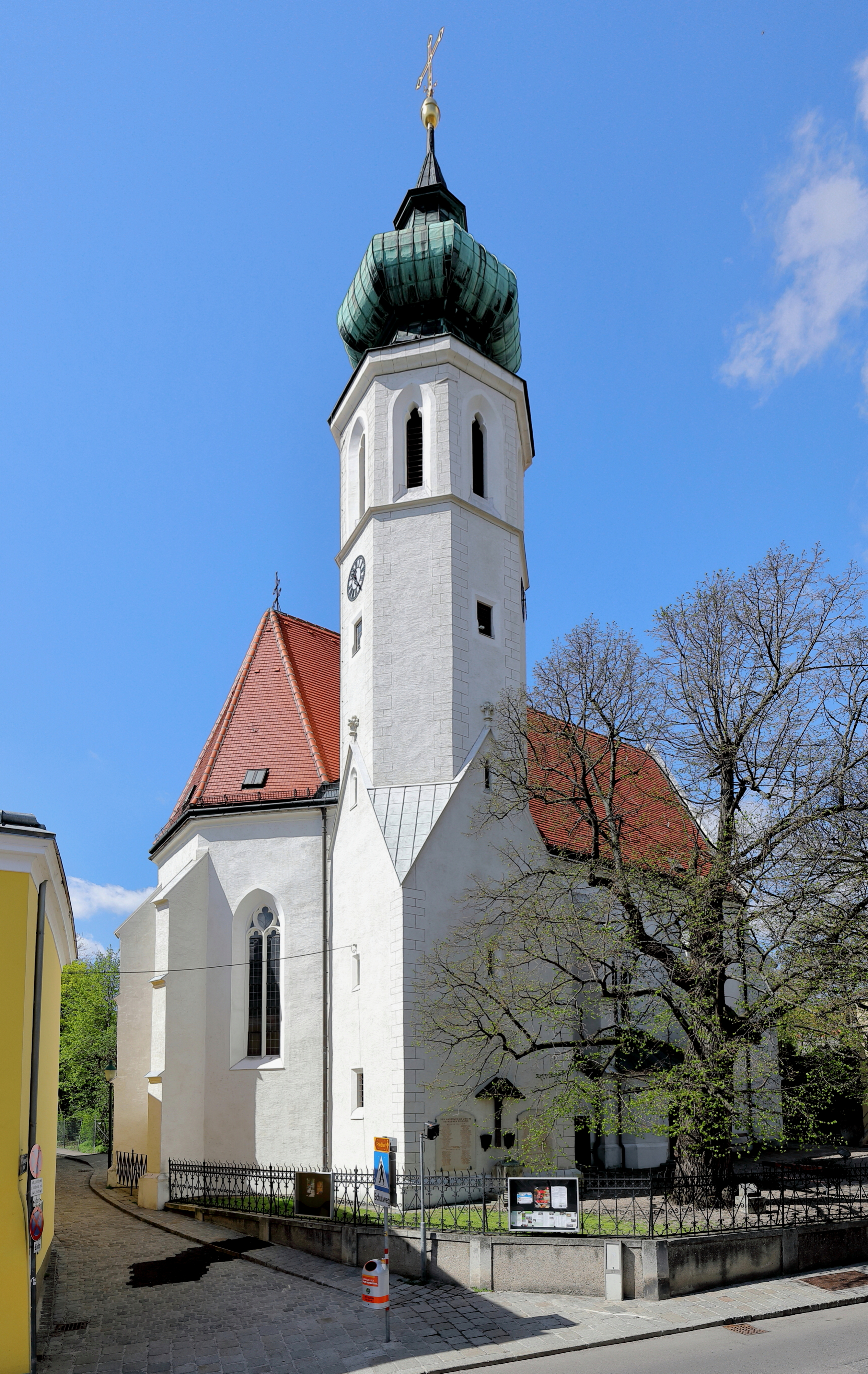
Iglesia parroquial de Grinzing

Los pueblos de Döbling fueron devastados varias veces durante la época moderna. Cuando el ejército de Matías Corvino inició el asedio de Viena en 1482, sus soldados también saquearon los pueblos de los alrededores. También en 1529, en el transcurso del Primer Sitio de Viena, los soldados turcos invadieron los pueblos de Döbling, matando a numerosos habitantes y secuestrando a muchos como esclavos. Mientras que las iglesias fueron saqueadas, los pueblos permanecieron en gran medida intactos. La Guerra de los Treinta Años también trajo consigo dificultades económicas. El colapso de las exportaciones de vino y el aumento de los impuestos provocaron un grave empobrecimiento de la población. La gran epidemia de peste de 1679 se cobró numerosas víctimas en los pueblos, al igual que el segundo asedio de Viena por los turcos, la batalla de Kahlenberg, que comenzó en el verano de 1683. El 13 de julio, la vanguardia otomana, los tártaros, asaltaron los pueblos de Döbling y los saquearon. La batalla de Kahlenberg, el 12 de septiembre, decidió finalmente la liberación de Viena, cuando el ejército de socorro, bajo el liderazgo de Jan Sobieski, avanzó por las partes altas de los Bosques de Viena hacia la retaguardia de los sitiadores turcos.
En 1713, la peste volvió a afectar a Viena, siendo las ciudades de Sievering y Grinzing las más afectadas. Si las numerosas destrucciones y las víctimas de la peste habían frenado el desarrollo de la zona del distrito durante mucho tiempo, a partir de la segunda mitad del siglo XVIII se produjo un aumento constante. Gracias al uso de la zona como coto de caza imperial, Oberdöbling en particular, se convirtió en un lugar atractivo para la nobleza y los ciudadanos vieneses. Los que podían permitírselo construían aquí una segunda residencia. Al igual que en Hietzing, que se benefició de su proximidad al Palacio de Schönbrunn, aquí se puso la primera piedra para un desarrollo especial del barrio. De este modo, entre 1765 y 1786 se construyeron cinco nuevas calles en Oberdöbling y se levantaron cuatro pabellones de caza en lo que hoy es el distrito.
La abolición de numerosas órdenes por parte de José II también afectó a las fincas de Döbling, de modo que los bienes confiscados de los camaldulenses (Kahlenberg), el convento de Tulln (Oberdöbling) y el monasterio de Gaming (Untersievering) se utilizaron para financiar la creación de las parroquias de Nussdorf y Grinzing y la construcción del cementerio de Döbling. El pueblo de Josefsdorf también debe sus orígenes a la disolución del monasterio camaldulense de Kahlenberg. La reforma parroquial de José II otorgó también su independencia a las parroquias de Oberdöbling, Nussdorf y Neustift am Walde, que ahora eran independientes de Heiligenstadt.

### Dobling en elsigloXIX

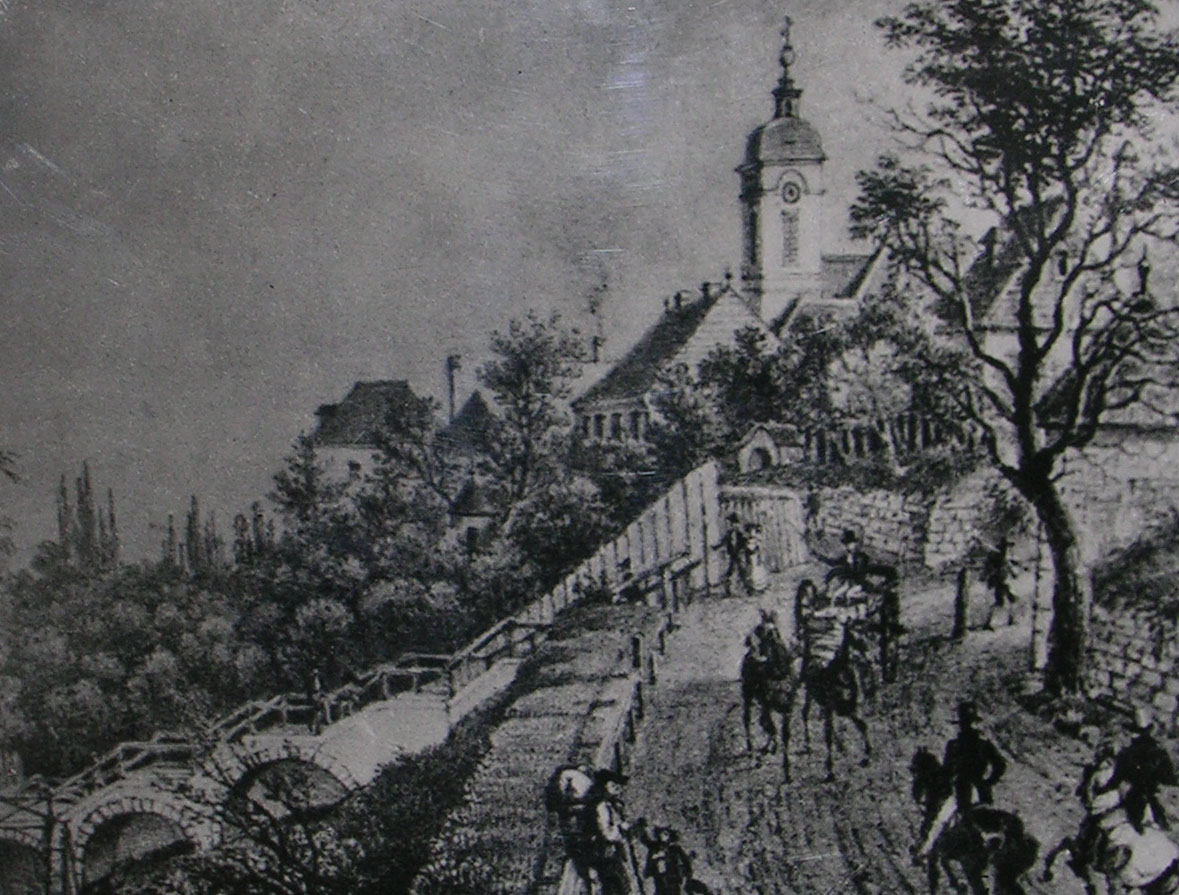
Oberdöbling con iglesia parroquial y escalera y pasarela sobre Krottenbach a Unterdöbling 1830

Las guerras napoleónicas trajeron consigo tiempos difíciles para la zona. Tras la victoria en la batalla de Ulm en 1805, el ejército francés avanzó hacia Viena y los soldados saquearon los pueblos. Tras la fallida campaña contra Baviera, los franceses volvieron a avanzar hacia Viena en 1809, por lo que las comunidades volvieron a ser saqueadas y tuvieron que alimentar a los soldados franceses. Tras el Congreso de Viena, se inició la cartografía adecuada de la zona de Döbling. Los trabajos duraron de 1817 a 1819 y terminaron con la introducción de los municipios catastrales y la fijación de los límites entre los pueblos. Este crecimiento supuso el primer repunte del comercio y la industria en los pueblos rurales. Al mismo tiempo, los pueblos de Döbling se convirtieron en populares destinos de excursión para los vieneses. Sobre todo, los Heurigen y la cervecería Nussdorf atraían a los visitantes detrás del Linienwall, que era una fortificación ligera entre los suburbios y las afueras de Viena.
Durante la revolución de 1848 en los Estados de los Habsburgo, Döbling se mantuvo al margen de los acontecimientos. El 20 de octubre de 1848 el distrito fue ocupado por las tropas imperiales, que tendieron un puente desde Nussdorf y bombardearon la orilla opuesta. A mediados del siglo XIX, la incipiente popularidad de los lugares de veraneo provocó un auténtico florecimiento de crecimiento en los pueblos de Döbling. Debido a la demanda adicional de espacio habitable, se construyeron numerosos edificios residenciales y la población de los pueblos casi se triplicó en sólo cuarenta años. Esto también supuso una modernización de las infraestructuras. Así, a mediados del siglo XIX, también se instalaron en Döbling las primeras farolas de gas, y la fábrica de gas de Döbling (Gaswerk Döbling), construida en 1856, abastecía de gas a la zona.

### Döbling se convierte en distrito
El decimonoveno distrito vienés de Döbling se fundó definitivamente a finales del siglo XIX. Si bien los pueblos de los alrededores de Viena ya se habían incorporado en 1850, la discusión sobre la incorporación de los suburbios comenzó en la década de 1870. Aunque estos se oponían a este paso, el parlamento de Baja Austria decidió unirlos a Viena después de que el emperador Francisco José I expresara este deseo en un sensacional discurso en Währing en 1888. La ley correspondiente del 19 de diciembre de 1890 se aplicó el 1 de enero de 1892 y unió Unterdöbling, Oberdöbling, Grinzing (hasta la cresta de los Bosques de Viena, el resto pasó a Weidling), Heiligenstadt, Nussdorf, Sievering, el Kahlenbergerdorf (con la excepción de la parte norte de la colina, que pasó a Klosterneuburg), Josefsdorf, así como parte de Weidling (Fischerhaus, Jägerwiese, Schutzhaus Hermannskogel) para formar el decimonoveno distrito municipal vienés, Döbling. Debido al tamaño de Oberdöbling, que tenía casi tantos habitantes como el resto del distrito, no se discutió el nombre del nuevo distrito. Además, los lugares del distrito ya habían crecido en gran medida juntos.

### Döbling hasta la Segunda Guerra Mundial

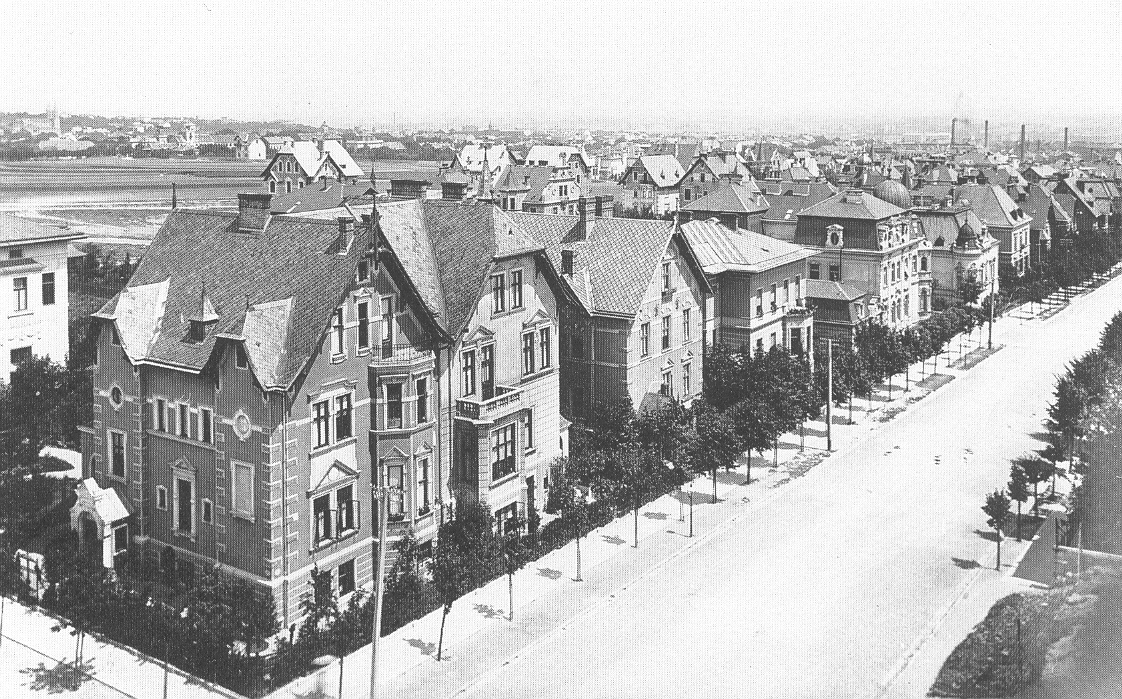
Casas de campo, Hasenauerstrasse

La construcción de edificios en la zona entre Döbling y Währing ya había comenzado en 1872. Se creó un distinguido barrio residencial con villas, el primer cottage vienés, llamado así por haberse tomado los chalets ingleses como ejemplo. Además, un plan urbanístico de la administración de la ciudad también pretendía limitar la altura de los edificios a dos plantas en casi todo Döbling. Sin embargo, por temor a la pérdida de empresas industriales, el plan no se llevó a cabo y la zona comprendida entre la Heiligenstädter Straße y el Canal del Danubio fue designada como zona industrial. En 1895 se completó la canalización de los arroyos de Döbling. Ya no desembocaban en el Canal del Danubio, sino en el canal principal de recogida que corre paralelo al Canal del Danubio. Los arroyos desaparecieron en gran medida de la superficie y se utilizaron como canales de corriente para mejorar el sistema de alcantarillado. Tras la finalización de la segunda tubería de agua del manantial de Viena en 1910, la mayoría de las casas se conectaron al sistema de suministro de agua; anteriormente, la gente sólo se abastecía a través de pozos y camiones de agua potable.
El suministro de gas del distrito ya había comenzado en 1856 a través de la fábrica de gas de la empresa inglesa ICGA. En 1911, la ciudad de Viena se hizo cargo del suministro y la planta de Oberdöbling fue desmontada. Tras la Primera Guerra Mundial, la creación de viviendas asequibles y adecuadas adquirió una enorme importancia, por lo que el gobierno municipal socialdemócrata también inició la construcción masiva de viviendas municipales baratas en Döbling. En 1923 se construyó el primer edificio municipal con 60 pisos en la Schegargasse, y en 1930 la ciudad había invertido en la construcción de 2.801 pisos. El proyecto más grande y famoso fue el Karl Marx-Hof.

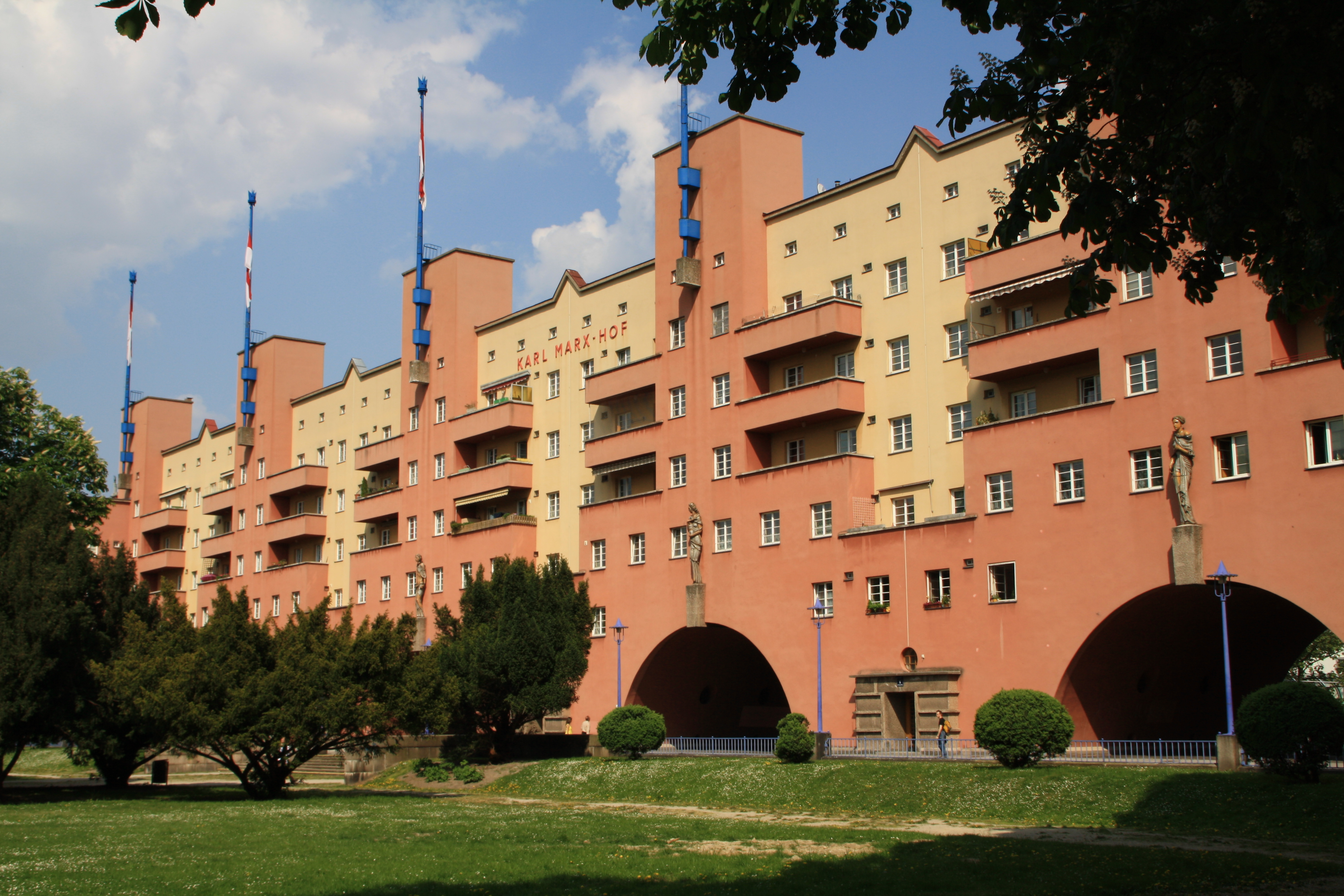
Carlos Marx-Hof

Además, los socialdemócratas intentaron mejorar el bienestar social a través de numerosas instituciones. La guerra civil austríaca o levantamiento de febrero de 1934 fueron especialmente duras en el distrito. La principal zona de lucha fue el Karl Marx-Hof. Durante dos días el edificio fue bombardeado con artillería, y otros tres edificios municipales fueron asaltados por el ejército. Tras la supresión de la revuelta, los socialdemócratas perdieron también el hasta entonces líder del distrito socialdemócrata de Döbling. Para aliviar el desempleo, en 1934 el gobierno federal inició la construcción de la Höhenstraße de Viena. En etapas, el camino fue conducido de Cobenzl a Kahlenberg y luego a Klosterneuburg. La toma del poder por parte de los nacionalsocialistas condujo posteriormente a una reorganización de los límites de los distritos de Viena. Esto también afectó a Döbling, ya que fueron anexionados de Währing a Döbling Neustift am Walde con Glanzing y Salmannsdorf.
Sin embargo, el gobierno de los nacionalsocialistas supuso principalmente el sufrimiento de los aproximadamente 4.000 judíos de Döbling (el 7 % de la población del distrito). El 10 de noviembre de 1938 fue destruida la sinagoga de Döbling en la calle Dollinergasse 3. Los 2.030 judíos registrados que quedaban en Döbling en mayo de 1939 fueron deportados gradualmente a campos de concentración. Durante la guerra, unos 5.000 Döblinger tuvieron que alistarse, y no regresaron mucho más de la mitad. A ello se sumaron los bombardeos, que afectaron por primera vez a la zona del distrito el 8 de julio de 1944. El 12 % de las 20.960 viviendas fueron destruidas o quedaron inhabitables. La zona de la estación de tren de Heiligenstadt y la Hohe Warte se vieron especialmente afectadas. 

### Döbling después de la Segunda Guerra Mundial
Las tropas soviéticas entraron en el distrito el 8 de abril de 1945 procedentes de la dirección de Klosterneuburg a través de la calle Heiligenstädterstraße y lo ocuparon por completo hasta el 9 de abril. Karl Mark fue nombrado por el comandante del ejército como primer jefe de distrito de la II República y comenzó la reconstrucción. Durante este tiempo, el distrito perdió en gran medida su carácter de yuxtaposición de zonas residenciales y lugares de trabajo. Cada vez más empresas abandonaron el distrito, mientras que el número de viviendas pasó de 20.000 tras el final de la guerra a 39.608 (2001). Este desarrollo también llevó a que dos tercios de la población del distrito tuvieran que desplazarse a trabajar a otras partes de la ciudad o a los alrededores.
La ciudad de Viena también participó de forma significativa en las obras, construyendo alrededor de 7.000 viviendas municipales adicionales hasta 1985. El mayor edificio municipal de la posguerra en Döbling es el Kopenhagen-Hof, construido entre 1956 y 1959 en el antiguo emplazamiento de la cervecería de Döbling, que alberga 436 viviendas. El Krim, una parte de Oberdöbling, también experimentó un auge especial. La que fuera una barriada de mala reputación se convirtió en una zona residencial de alta calidad con su propia parroquia. Otro edificio importante es el Pressehaus (casa de la prensa) de la Muthgasse (sede del periódico Kronen Zeitung), terminado en 1963. El proyecto de construcción más importante actualmente es el desarrollo de los terrenos alrededor del estadio en la Hohe Warte (colina edificada a 214 m s.n.m.). En los años noventa, los límites del distrito se modificaron en dos ocasiones: en 1995 a los distritos municipales de Hernals y Währing, por lo que esencialmente Währing perdió una pequeña zona residencial en favor de Hernals y el límite del distrito de Währing con Döbling se acortó en favor del límite del distrito de Hernals con Döbling, y en 1996 al distrito municipal de Brigittenau. Este último cambio de límites supuso una ganancia territorial para Döbling, que desde entonces limita directamente con el Canal del Danubio.

## Población

### Desarrollo de la población
En 1832, 6.438 personas vivían en el área del distrito. Debido al crecimiento de los suburbios en el siglo XIX, la población se duplicó en 20 años y se triplicó en 1890. El número de residentes siguió aumentando considerablemente hasta la Primera Guerra Mundial y aumentó aún más debido a las viviendas municipales. La construcción de viviendas proporcionó el crecimiento del distrito hasta la década de 1980. A partir de entonces, la población del distrito comenzó a descender ligeramente debido al aumento de las necesidades de vivienda hasta el año 2001, para volver a crecer ligeramente desde entonces con la tendencia de toda Viena, la última vez hasta alcanzar los 69.924 habitantes a principios de 2015. 

### Estructura poblacional
La población de Döbling está mucho más envejecida que la media vienesa. La proporción de personas de 60 años o más es muy alta, el 29,9%, mientras que en el conjunto de la ciudad esta cifra es sólo del 22,2%. Una de las razones del fuerte envejecimiento de Döbling es también la elevada proporción de residencias de ancianos en Döbling. El porcentaje de población femenina también está por encima de la media, con un 55,1 %, frente a sólo un 52,4 % en el conjunto de Viena.

### Origen e idioma
La proporción de los habitantes de Döbling con ciudadanía extranjera era del 13,1 % en 2003, unos 4 puntos porcentuales por debajo de la media de Viena. De ellos, el 2 % de los residentes en Döbling tienen la nacionalidad de Serbia o Montenegro, y el 1,6 % son ciudadanos alemanes. Les siguen los turcos (1,2 %), así como los polacos, bosnios, croatas y húngaros, cuya proporción en la población, sin embargo, sólo oscila entre el 0,5% y el 0,3%. En general, alrededor del 20% de los habitantes de Döbling habían nacido en otro país en 2001, por lo que sólo el 82,8% de los habitantes de Döbling declararon el alemán como su lengua coloquial. Otro 2,8% hablaba principalmente serbio, el 1,6% turco, el 1,2% croata y el 1,1% húngaro.

### Religión
Con un 55,7 %, la proporción de personas de confesión católica está unos 6 puntos porcentuales por encima de la media de Viena. En el distrito hay once parroquias católicas, que forman el decanato 19 de la ciudad. Los fieles de la Iglesia protestante también están por encima de la media, con un 6,5 %. Le siguen el 4,0 % de confesión islámica y el 3,2 % de confesión ortodoxa. El 23,8 % de los residentes de Döbling no tiene ninguna confesión.

## Cultura y lugares de interés

### Lugares de interés

#### Bosques de Viena (Wienerwald)

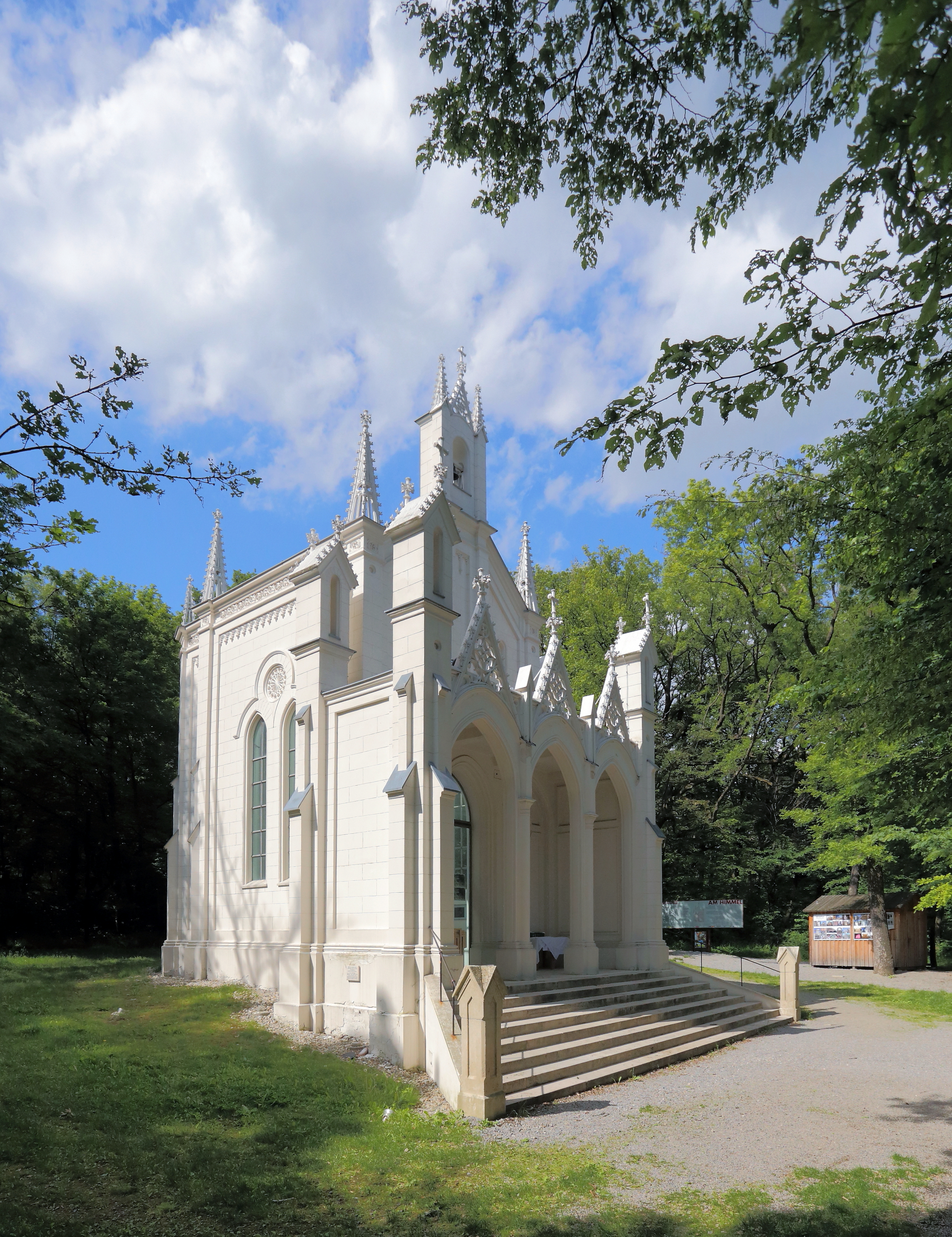
Capilla de Sisí

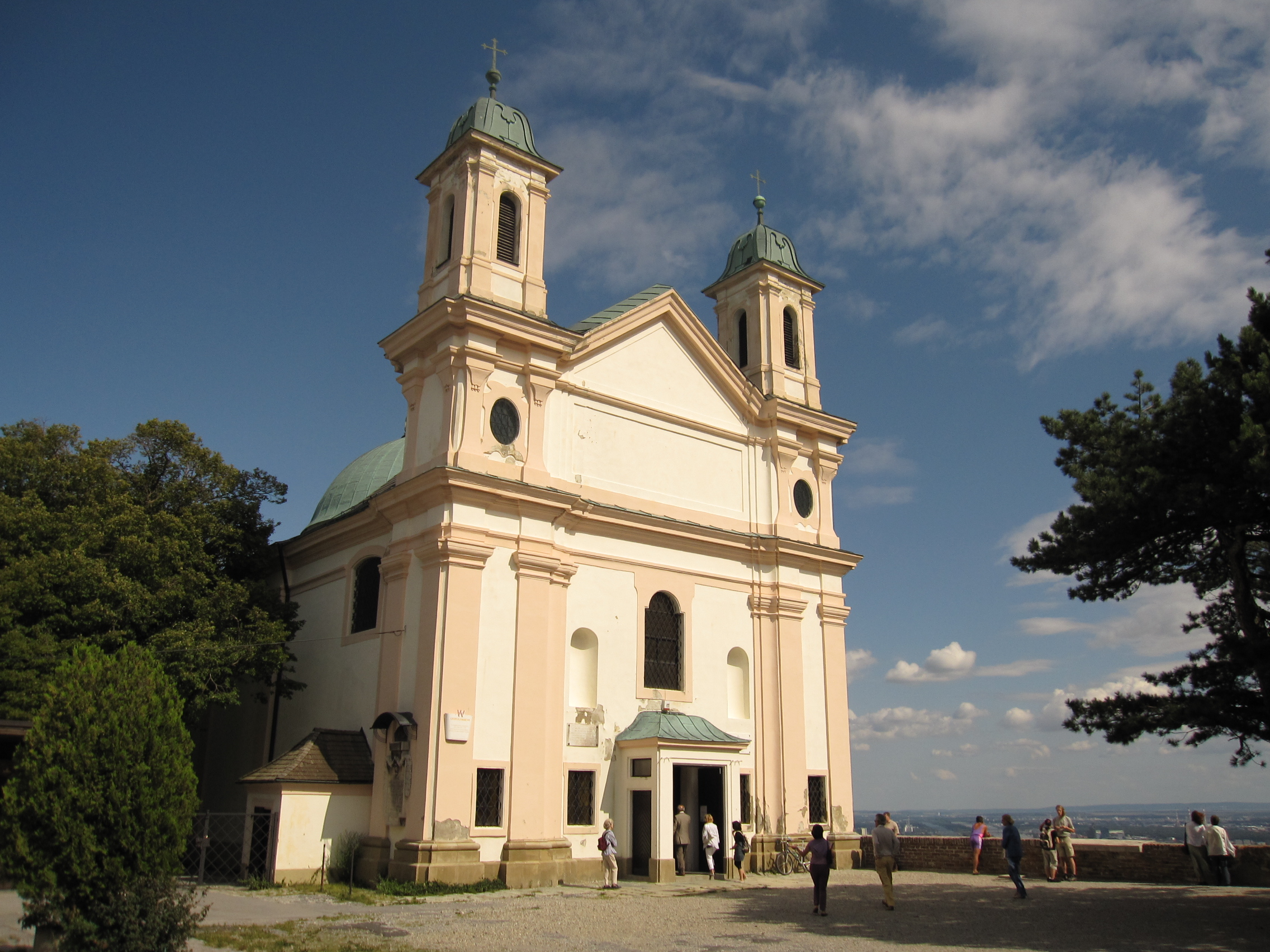
San Leopoldo en el Leopoldsberg

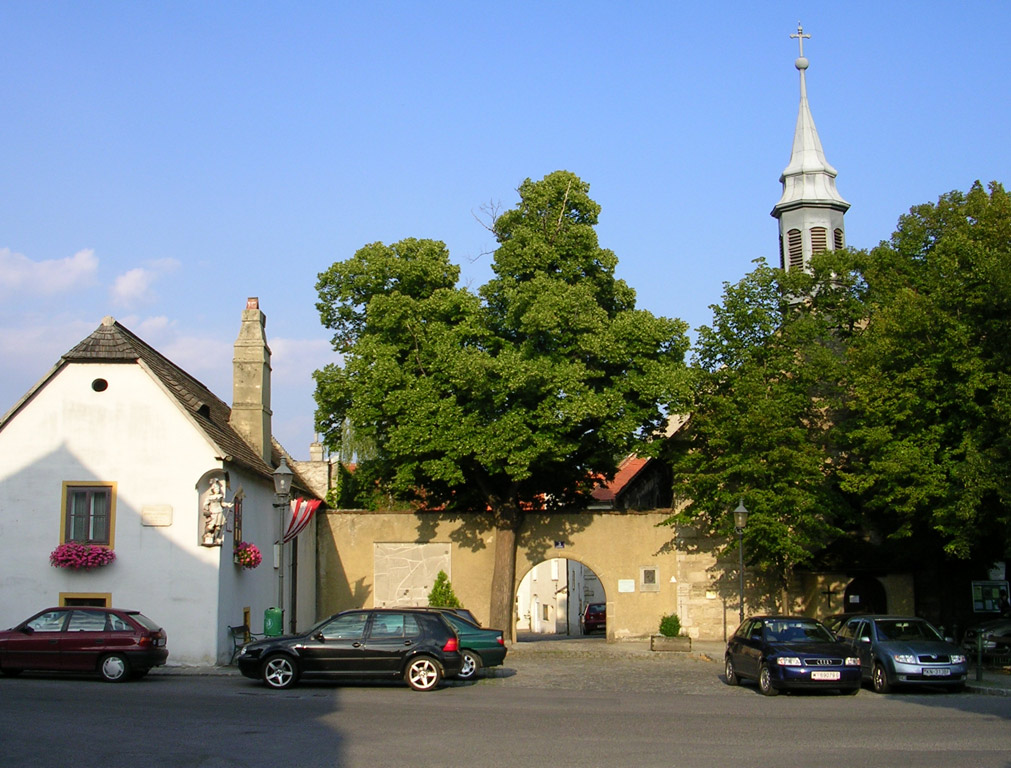
Plaza parroquial en Heiligenstadt con la iglesia de Santiago (St. Jakobskirche)

La atracción turística más importante de Döbling es el Kahlenberg, al borde de los Bosques de Viena. Sin embargo, el antiguo hotel con su conocida terraza panorámica ha dado paso a un nuevo edificio. Muchos turistas, sobre todo polacos, visitan también la iglesia de San José o la Stefaniewarte (torre panorámica, así nombrada en honor de su fundadora, Estefanía de Bélgica) en Kahlenberg. Otras montañas que merece la pena ver en Döbling son el vecino Leopoldsberg con la Iglesia de San Leopoldo y la montaña más alta de Viena, el Hermannskogel con el Habsburgwarte. Sin embargo, entre los habitantes de Döbling y Viena, el Cobenzl y la zona de Am Himmel, con el llamado círculo de árboles "celtas" y la capilla de Sisí, también tienen cierta importancia. Se puede acceder a la zona de los Bosques de Viena de Döbling a través de la conocida Wiener Höhenstraße (carretera de Viena).

#### Centros de los pueblos originales e iglesias
Los diez pueblos a partir de los cuales se formó Döbling contribuyen en gran medida al carácter del distrito. Especialmente los pueblos de las zonas exteriores han podido conservar gran parte de su esencia. Los mejores ejemplos son, sin duda, Grinzing, Salmannsdorf y Kahlenbergerdorf, pero también se ha conservado gran parte de la estructura de los edificios de los otros centros urbanos de los demás pueblos. El hecho de que, en un principio eran pueblos independientes, dio lugar a numerosas iglesias locales en Döbling. La iglesia más antigua es la de Santiago en Heiligenstadt. Se construyó sobre las ruinas de una iglesia romana y se encuentra en la plaza parroquial de Heiligenstadt, que se ha conservado como un conjunto. Aquí, como en todo Döbling, también se conservan numerosas casas Heuriger. Grinzing, en particular, es popular entre los turistas por sus numerosas tabernas de vino, mientras que los lugareños  prefieren hacer una parada en Sievering, Nussdorf, Heiligenstadt, Neustift am Walde o Kahlenbergerdorf.

#### Otros lugares de interés
Debido a los estrechos vínculos entre los artistas y Döbling, también se han conservado numerosos lugares de interés en este contexto. Beethoven compuso la homónima sinfonía n.º 3 en la llamada Eroicahaus de la Döblinger Hauptstraße, en la Probusgasse escribió el Testamento de Heiligenstadt y, entre otras cosas, partes de la sinfonía n.º 2. En el parque Strauss-Lanner se encuentran las lápidas de los famosos músicos de vals vieneses Johann Strauss y Joseph Lanner. Además, Unterdöbling alberga uno de los edificios industriales más singulares de Viena. La llamada Zacherlfabrik, una antigua fábrica de polvos para insectos, fue construida al estilo de una mezquita. También se han conservado en el distrito importantes monumentos del siglo XX. Por ejemplo, el estadio del Primer FC de Viena de 1894 en la Hohe Warte es el estadio natural más grande de Europa. En Heiligenstadt se encuentra también uno de los edificios municipales más conocidos de Viena, el Karl-Marx-Hof. Probablemente el depósito de agua potable más bonito del sistema de abastecimiento de agua de Viena se encuentra en Hackenberg: el depósito de agua de Hackenberg, mientras que el depósito de agua de Krapfenwaldl pasa desapercibido.

### Museos

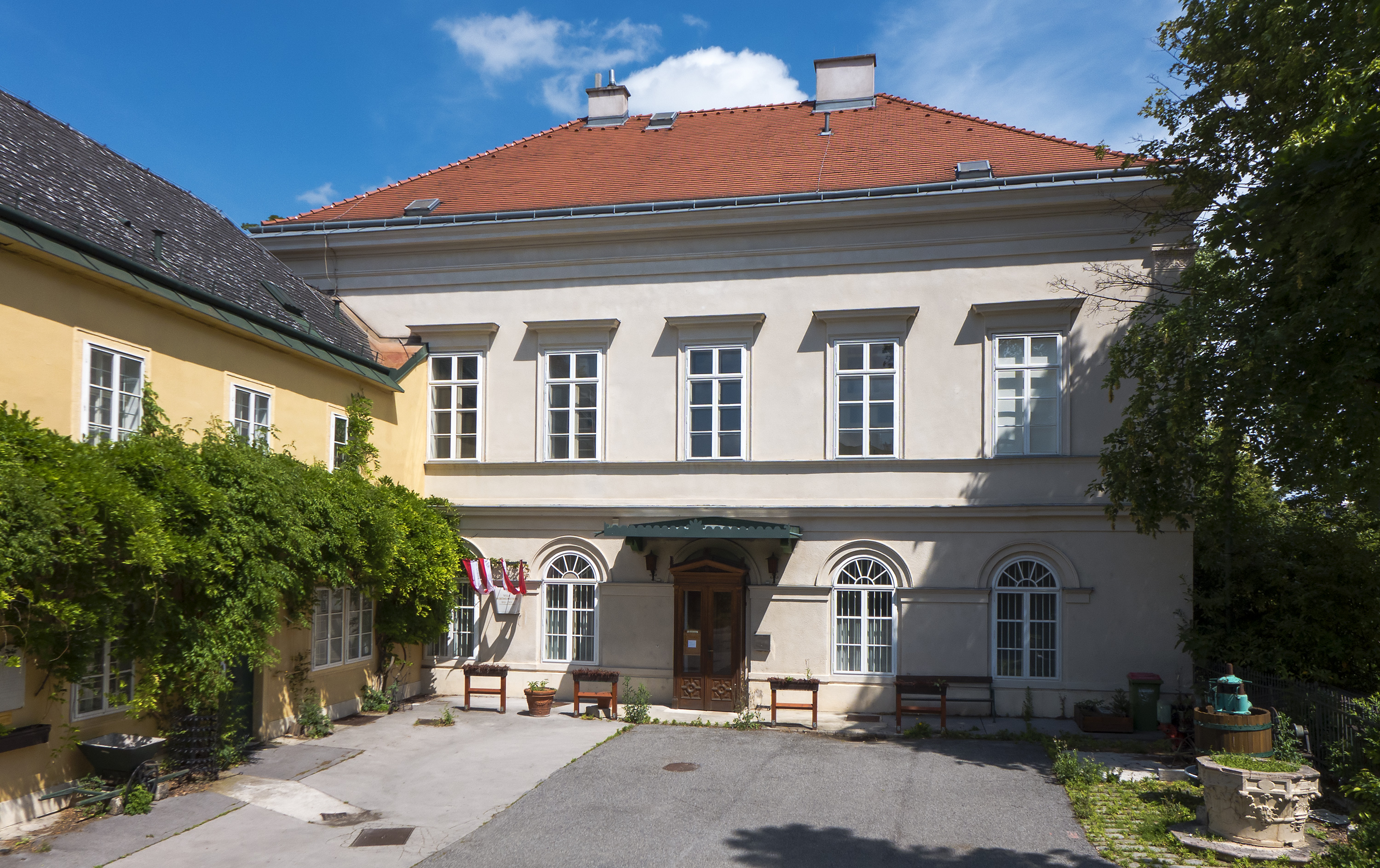
Museo del distrito en la Villa Wertheimstein

El Museo del Distrito de Döbling, situado en la Villa Wertheimstein, está especialmente dedicado a la historia del distrito y cuenta también con su propio museo del vino. También hay dos museos dedicados a Ludwig van Beethoven, que pasó mucho tiempo en Oberdöbling y Heiligenstadt, la llamada Eroicahaus y una casa en la Probusgasse. En Oberdöbling se encuentra el Museo de la Isla de la Lengua Austriaca, fundado por Maria Hornung, que sólo puede visitarse con cita previa. El Instituto de Prehistoria e Historia Antigua, el Kahlenbergermuseum (Segundo Asedio Turco Vienés) y el Lehár-Schikaneder-Schlössl (Castillo de Lehár-Schikaneder) también cuentan con exposiciones dignas de ver. Además, en la iglesia de Santiago de Heiligenstadt se pueden ver excavaciones de la época romana y de los primeros tiempos del cristianismo. Desde 2010, se presenta en el Karl-Marx-Hof la exposición permanente "La Viena roja en la lavandería", en la que se ofrece información sobre la historia de la Viena de los años 20 y 30.

### Parques

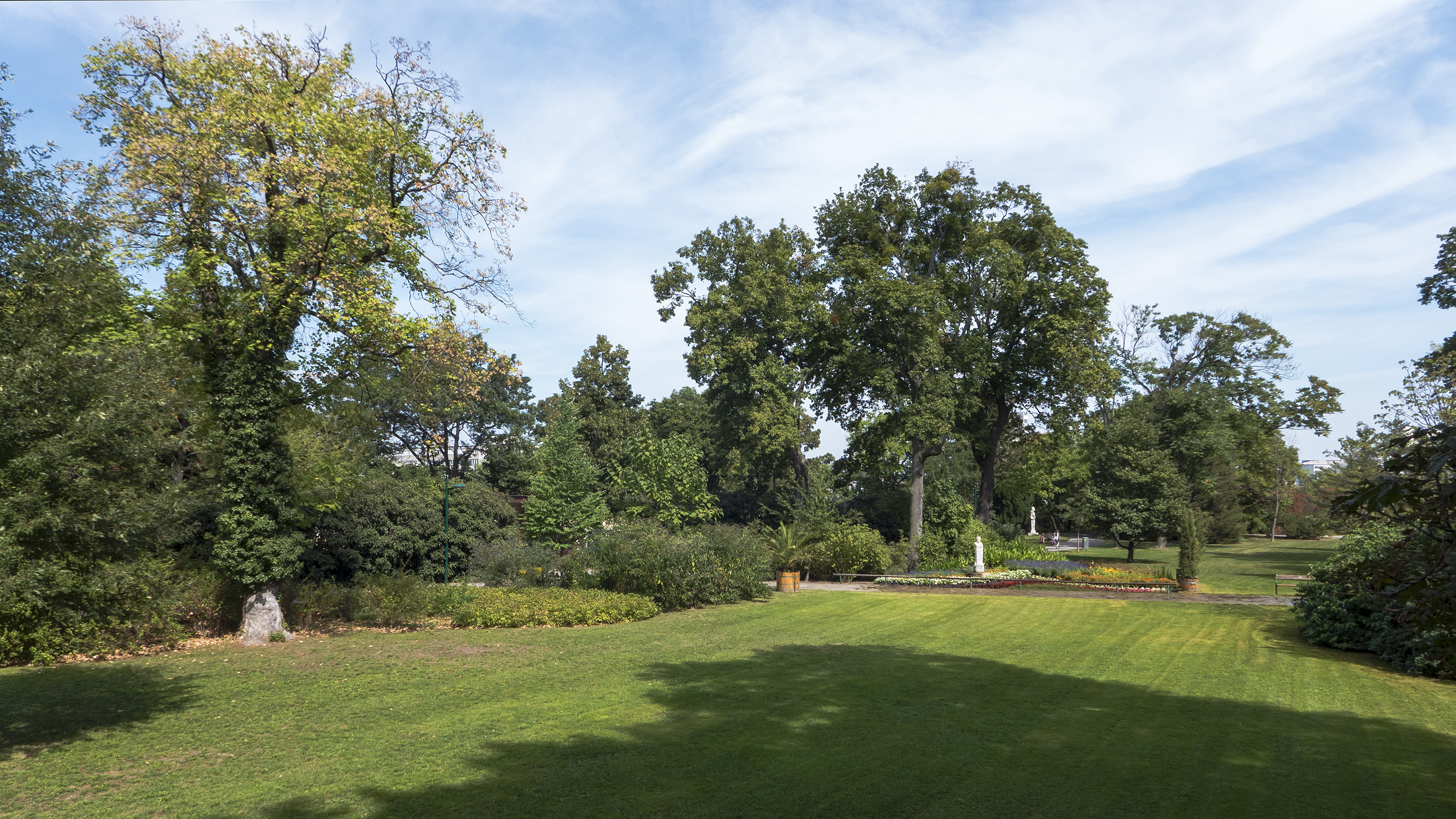
Parque Wertheimstein

En la actualidad, el distrito de Döbling cuenta con varios parques. El parque más grande es el de Heiligenstädter, con 9 hectáreas. Le sigue el parque Wertheimstein, con unas buenas 6 hectáreas, que se encuentra en el valle del arroyo ahora cubierto Krottenbach y en su ladera sur y que solía tener su propio jardín para ciegos. El parque Hugo Wolf, situado en la ladera norte de la Krottenbachstrasse, es igual de grande y ofrece una buena vista sobre el valle de Krottenbach. Un parque muy cuidado, Fellingerpark am Hirschenbergerl, une la Krottenbachstraße con la Billrothstraße. Un arquitecto japonés diseñó el parque de Setagaya en la Hohe Warte al estilo de un paisaje japonés, simbolizando la amistad entre Döbling y el distrito de Setagaya en Tokio. Al igual que Währing, el cementerio local original de Döbling también se transformó en un parque. El parque Strauss-Lanner cuenta hoy con las lápidas originales de los dos compositores. Otros parques más pequeños son el Raimund-Zoder, cerca de Krottenbachstraße, el Richard-Eybner, en la esquina de Silbergasse/Billrothstraße, y el parque Saar, en Unterdöbling.

### Deportes
El club deportivo más importante y conocido es el First Vienna FC 1894, el club de fútbol más antiguo de Austria. En la década de 1920 también se representaron óperas y combates de boxeo en el campo de deportes de la Hohe Warte, y partidos internacionales, como el que se disputó contra Italia en 1923, fueron presenciados por hasta 80.000 personas en el mayor estadio natural de Europa. En la actualidad, el estadio es también la sede del principal club de fútbol americano de Austria, el Raiffeisen Vikings Vienna.
Döbling tiene tres piscinas. La más grande es Döblinger Bad, en la Hohe Warte, que está abierta todo el año y tiene una piscina exterior y otra interior. También está la piscina al aire libre Krapfenwaldlbad en los Bosques de Viena, desde cuya piscina deportiva se puede admirar el panorama único de la ciudad, y la piscina familiar (antes: piscina al aire libre para niños) en el parque Hugo Wolf.